# Gaius Trebonius
Gaius Trebonius, född omkring 90 f.Kr., död 43 f.Kr., var en romersk politiker.
Trebonius gynnade som folktribun 55 f.Kr. Caesars strävanden och kämpade längre fram på olika poster för hans sak. Senare deltog han i sammansvärjningen mot Caesars liv och slöt sig till Cassius, men blev som ståthållare i Mindre Asien torterad och halshuggen på order av Dolabella, som Antonius skickat till Syria. Trebonius var vän och förtrogen med Cicero.